# Wonderman (Tinie Tempah)
Wonderman è un brano musicale del rapper britannico Tinie Tempah, pubblicato come sesto singolo estratto dall'album Disc-Overy pubblicato dalla Parlophone. Il singolo è stato reso disponibile per il download digitale il 7 marzo 2011, e figura il featuring della cantante britannica Ellie Goulding.

## Tracce
Digital EP
1. Wonderman featuring Ellie Goulding – 3:39
2. Wonderman featuring Ellie Goulding (Instrumental)
3. Wonderman featuring Ellie Goulding (BareNoize Remix)
4. Wonderman featuring Ellie Goulding (Jacob Plant Remix)
5. Wonderman featuring Ellie Goulding (All About She Remix)
6. Wonderman featuring Ellie Goulding (Dirty Duvall Remix)

## Classifiche
| Classifica (2011) | Posizione più alta |
| ----------------- | ------------------ |
| Irlanda           | 21                 |
| Regno Unito       | 12                 |